# Ружин (Житомирская область)
Ру́жин (укр. Ружин) (до 1591 года — Щербов) — посёлок в Бердичевском районе Житомирской области Украины, административный центр Ружинской поселковой общины.

## Географическое положение
Расположен на Приднепровской возвышенности, на реке Раставице, притоке Роси.

## Название
Название Ружин предположительно произошло от фамилии рода Ружинских, которые в 1591 г. приобрели его у кн. Стрижевских. До 1591 г. населённый пункт Щербов.

## История
В 1899 году местечко Ружин являлось центром Ружинской волости Сквирского уезда Киевской губернии Российской империи, в котором насчитывалось 2,8 тыс. жителей, действовали кирпичные и винокуренные заводы, базары, школа, приемный покой, аптека, а также две православные и одна католическая церкви.
В ходе Великой Отечественной войны с 16 июля 1941 до 28 декабря 1943 года селение находилось под немецкой оккупацией.
В 1954 году в селе Ружин действовали средняя школа, начальная школа, клуб и библиотека.
С 1962 года — посёлок городского типа. В 1975 году здесь действовали рыбокомбинат, маслодельный завод и два кирпичных завода.
В январе 1989 года численность населения составляла 5370 человек.
В мае 1995 года Кабинет министров Украины утвердил решение о приватизации находившихся здесь АТП-11840, маслозавода, комбикормового завода, райсельхозтехники и райсельхозхимии.
На 1 января 2013 года численность населения составляла 4607 человек.

## Транспорт
Находится в 10 км от ж.д. станции Зарудинцы (на линии Казатин — Андрусово).